# Bevera (affluente dell'Olona)
La Bevera è un torrente della provincia di Varese, affluente dell'Olona. Nasce  presso Baraggia di Viggiù e scorre in direzione nordest-sudovest confluendo da sinistra nell'Olona a Varese. Attraversa i comuni di Viggiù, Arcisate, Cantello, Malnate e Varese. Il principale affluente è il Cavo Diotti. Le falde e molte sorgenti del fiume Bevera alimentano almeno il 60% dell'acqua potabile della città di Varese e dei comuni limitrofi.
La fauna ittica comprende la trota fario, lo scazzone, il vairone, il gobione, il pesce persico, il persico sole, l'alborella, la lampreda padana ed il cobite comune.